# Yanagawa Seigan

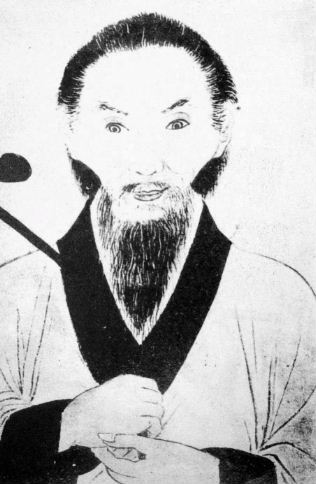
Yanagawa Seigan

Yanagawa Seigan (japanisch 梁川 星巌; * 10. Juli 1789 in der Provinz Mino; † 8. Oktober 1858) war ein japanischer Konfuzianist und Kanshi-Dichter.

## Leben und Werk
Yanagawa Seigan war neben seiner Tätigkeit als Dichter auch ein namhafter Kanshi-Lehrer. Unter anderem unterrichtete er seine Cousine Chō Kōran, die 1821 siebzehnjährig seine Frau wurde. Das Paar führte ein unstetes Reiseleben, bevor es sich 1832 in Edo niederließ. Hier eröffnete Seigan eine private Schule, die beiden ein finanziell gesichertes Leben ermöglichte. Als seine vier Meisterschüler gelten Mineta Fūkō, Ōnuma Chinzan, Ono Kozan und Tōyama Unjo. In seinen späten Jahren unterrichtete er auch noch die Dichterin Miwada Masako.
In den 1850er-Jahren schlossen sich Seigan und Kōran in Edo einer politischen Reformbewegung an und gerieten in Opposition zum Bakufu. Seigan entging einer Verhaftung nur durch den Umstand, dass er 1858 plötzlich an der Cholera starb.
Sein Hauptwerk ist die Gedichtsammlung „Seiganshū“ (星巌集) aus den Jahren 1841 bis 1856.